# Got the Beat
Got the Beat (tiếng Hàn: 갓더비트; Romaja: Gatdeobiteu; cách điệu: GOT the beat) là một siêu nhóm nhạc nữ Hàn Quốc do công ty giải trí SM Entertainment thành lập vào năm 2021 và bắt đầu quản lý từ năm 2022. Đây là nhóm nhạc nữ đầu tiên nằm trong khuôn khổ đại dự án siêu nhóm nhạc nữ Girls on Top do SM đề xướng vào năm 2021. Nhóm bao gồm bảy thành viên đủ thế hệ bao gồm BoA, Taeyeon, Hyoyeon, Seulgi, Wendy, Karina và Winter.

## Lịch sử

### Trước khi ra mắt
Tất cả bảy thành viên trong nhóm đều là các nghệ sĩ chính hiệu trực thuộc công ty SM Entertainment. 
- BoA: Cô lần đầu ra mắt công chúng vào năm 2000 với tư cách là ca sĩ solo khi mới 13 tuổi. Cho đến nay cô được mệnh danh là "nữ hoàng nhạc pop" của Hàn Quốc.
- Taeyeon: Cô lần đầu ra mắt công chúng vào năm 2007 với vai trò là trưởng nhóm kiêm giọng ca hát chính của nhóm nhạc nữ SNSD. Cô tham gia hoạt động hát solo từ năm 2015 và đến nay cô vẫn được xem là một trong những giọng ca hay nhất của làng Kpop.
- Hyoyeon: Cũng giống như Taeyeon, Hyoyeon cũng có buổi ra mắt lần đầu trước công chúng vào năm 2007 với vai trò là dancer chính kiêm rap chính cho nhóm nhạc nữ SNSD (vì thế cô được mệnh danh là "cỗ máy nhảy" của nhóm). Cô tham gia hoạt động hát solo từ năm 2016; ngoài sự nghiệp ca hát thì cô cũng sắm vai làm DJ tại hãng thu âm ScreaM Records.
- Seulgi: Cô lần đầu ra mắt công chúng vào năm 2014 với vai trò là dancer kiêm giọng ca hát dẫn của nhóm nhạc nữ Red Velvet. Ngoài ra cô và Irene còn lập nhóm riêng với tên gọi là Red Velvet - Irene & Seulgi.
- Wendy: Cũng giống như Seulgi, Wendy cũng có buổi ra mắt lần đầu trước công chúng vào năm 2014 với vai trò là giọng ca hát chính của nhóm nhạc nữ Red Velvet, và tham gia hát solo từ năm 2021. Wendy cũng được đánh giá là một trong những giọng ca hay nhất của làng Kpop.
- Karina: Cô lần đầu ra mắt công chúng vào năm 2020 với vai trò là trưởng nhóm kiêm dancer, giọng ca hát dẫn và rap chính của nhóm nhạc nữ aespa.
- Winter: Cũng giống như Karina, Winter cũng có buổi ra mắt lần đầu trước công chúng vào năm 2020 với vai trò là nhảy và hát chính của nhóm nhạc nữ aespa.

### 2022 - 2023: Ra mắt, đĩa đơn đầu tay "Step Back" vàStamp On It
Tháng 11 năm 2021, đại diện SM Entertainment đã công bố là họ sẽ cho ra mắt một đại dự án siêu nhóm nhạc nữ để tiếp nối sự thành công của siêu nhóm nhạc nam SuperM. Một tháng sau, họ đã cho ra mắt nhóm dự án ấy sẽ có tên là Girls on Top (được ví như phiên bản nữ của SuperM), với việc cho ra mắt siêu nhóm nhạc nữ đầu tiên có tên là Got the Beat vào ngày 27 tháng 12 cùng năm. Nhóm sẽ tập trung vào phong cách biểu diễn trên sân khấu bằng thể loại dance-pop.
Ngày 28 tháng 12, Got the Beat chính thức cho ra mắt đĩa đơn đầu tay có tên là Step Back. Đĩa đơn đầu tay này chính thức phát hành vào ngày 3 tháng 1 năm 2022, hai ngày sau khi nhóm trình diễn ca khúc này tại buổi hòa nhạc SMTOWN Live 2022: SMCU KWANGYA Express. Ngày 27 tháng 1, nhóm cũng có buổi ra mắt trên show âm nhạc M Countdown và ba ngày sau, nhóm đã có chiến thắng đầu tay trên show SBS Inkigayo.
Ngày 29 tháng 12 năm 2022, SM xác nhận Got the Beat tái xuất với EP đầu tay Stamp On It. Album này chính thức ra mắt vào ngày 16 tháng 1 năm 2023.

## Thành viên
- Chú thích: In đậm là nhóm trưởng

| Nghệ danh | Nghệ danh | Nghệ danh | Nghệ danh  | Tên khai sinh | Tên khai sinh | Tên khai sinh | Tên khai sinh    | Tên khai sinh   | Ngày sinh        | Nơi sinh                       | Vị trí                                          | Quốc tịch |
| Latinh    | Hangul    | Hanja     | Kana       | Latinh        | Hangul        | Hanja         | Kana             | Hán-Việt        | Ngày sinh        | Nơi sinh                       | Vị trí                                          | Quốc tịch |
| --------- | --------- | --------- | ---------- | ------------- | ------------- | ------------- | ---------------- | --------------- | ---------------- | ------------------------------ | ----------------------------------------------- | --------- |
| BoA       | 보아      | 珤雅      | ボア       | Kwon Bo-ah    | 권보아        | 權珤雅        | クォン·ボア      | Quyền Bảo Nhã   | 5 tháng 11, 1986 | Guri, Gyeonggi                 | Vice-Leader, Lead Vocalist, Main Dancer, Center | Hàn Quốc  |
| Taeyeon   | 태연      | 太妍      | テヨン     | Kim Tae-yeon  | 김태연        | 金太妍        | キム・テヨン     | Kim Thái Nghiên | 9 tháng 3, 1989  | Jeonju, Jeolla Bắc             | Main Leader, Main Vocalist                      | Hàn Quốc  |
| Hyoyeon   | 효연      | 孝淵      | ヒョヨン   | Kim Hyo-yeon  | 김효연        | 金孝淵        | キム・ヒョヨン   | Kim Hiếu Uyên   | 22 tháng 9, 1989 | Namdong, Incheon               | Main Dancer, Main Rapper, Sub Vocalist          | Hàn Quốc  |
| Seulgi    | 슬기      | 澀琪      | スルギ     | Kang Seul-gi  | 강슬기        | 姜澀琪        | カン・スルギ     | Khương Sáp Kỳ   | 10 tháng 2, 1994 | Ansan, Gyeonggi                | Main Dancer, Lead Vocalist                      | Hàn Quốc  |
| Wendy     | 웬디      | 溫迪      | ウェンディ | Son Seung-wan | 손승완        | 孫承歡        | ソン・スンワン   | Tôn Thừa Hoan   | 21 tháng 2, 1994 | Seongbuk, Seoul                | Main Vocalist, Face Of The Group                | Hàn Quốc  |
| Karina    | 카리나    | 卡琳娜    | カリナ     | Yoo Ji-min    | 유지민        | 柳智敏        | 有ジミン         | Liễu Trí Mẫn    | 11 tháng 4, 2000 | Bundang-gu, Seongnam, Gyeonggi | Lead Dancer, Lead Rapper, Sub Vocalist, Visual  | Hàn Quốc  |
| Winter    | 윈터      | 冬天      | ウィンター | Kim Min-jeong | 김민정        | 金玟庭        | キム・ミンジョン | Kim Mẫn Đình    | 1 tháng 1, 2001  | Yangsan, Busan                 | Lead Vocalist, Sub Dancer, Maknae               | Hàn Quốc  |

## Danh sách đĩa nhạc

### EP
| Tựa đề      | Chi tiết                                                                                        | Vị trí xếp hạng cao nhất | Vị trí xếp hạng cao nhất | Doanh số                          |
| Tựa đề      | Chi tiết                                                                                        | KOR                      | JPN                      | Doanh số                          |
| ----------- | ----------------------------------------------------------------------------------------------- | ------------------------ | ------------------------ | --------------------------------- |
| Stamp On It | - Phát hành: 16 tháng 1, 2023 - Hãng đĩa: SM - Định dạng: CD, nhạc kỹ thuật số, trực tuyến, SMC | 3                        | 27                       | - KOR: 108,796 - JPN: 1,537 (Đĩa) |

### Đĩa đơn
| Tựa đề        | Năm  | Bảng xếp hạng | Bảng xếp hạng | Bảng xếp hạng | Bảng xếp hạng | Bảng xếp hạng | Bảng xếp hạng | Bảng xếp hạng | Bảng xếp hạng | Album       |
| Tựa đề        | Năm  | KOR           | KOR           | JPN Hot       | NZ Hot        | SGP           | US World      | VIE Hot       | WW            | Album       |
| Tựa đề        | Năm  | Gaon          | Hot           | JPN Hot       | NZ Hot        | SGP           | US World      | VIE Hot       | WW            | Album       |
| ------------- | ---- | ------------- | ------------- | ------------- | ------------- | ------------- | ------------- | ------------- | ------------- | ----------- |
| "Step Back"   | 2022 | 4             | 6             | 69            | 19            | 19            | 5             | 19            | 116           | Đĩa đơn     |
| "Stamp On It" | 2023 | 80            | —             | —             | —             | —             | —             | —             | —             | Stamp On It |
| "—"           |      |               |               |               |               |               |               |               |               |             |

## Danh sách MV

### MV
| Tựa đề                    | Năm  | Đạo diễn    | Ref.   |
| ------------------------- | ---- | ----------- | ------ |
| "'Step Back' Stage Video" | 2022 | Lucid color | [ 19 ] |

## Bảng xếp hạng

### Bảng xếp hạng nhạc số
| Step Back | Bảng xếp hạng | Thứ hạng cao nhất TOP100/Realtime | Thứ hạng cao nhất ngày |
| --------- | ------------- | --------------------------------- | ---------------------- |
| Step Back | Melon         | 3                                 | 3                      |
| Step Back | Genie         | 4                                 | 8                      |
| Step Back | FLO           | 4                                 | 4                      |
| Step Back | Bugs          | 1                                 | 1                      |
| Step Back | VIBE          | 4                                 | 4                      |

### Bảng xếp hạng khác

#### YouTube Music
| Step Back | Mục       | Thứ hạng cao nhất | Số tuần/ngày trụ hạng |
| --------- | --------- | ----------------- | --------------------- |
| Step Back | Top Music | 1                 | 5 tuần                |
| Step Back | Trending  | 1                 | 19 ngày               |

#### Spotify South Korea
| Step Back | Thứ hạng cao nhất | Số ngày trụ hạng |
| --------- | ----------------- | ---------------- |
| Step Back | 1                 | 6 ngày           |

#### Apple Music South Korea
| Step Back | Thứ hạng cao nhất | Số ngày trụ hạng |
| --------- | ----------------- | ---------------- |
| Step Back | 1                 | 11 ngày          |

#### Bảng xếp hạng Gaon
| Step Back | Mục             |       | Thứ hạng cao nhất | Điểm       |
| --------- | --------------- | ----- | ----------------- | ---------- |
| Step Back | Digital Chart   | Tuần  | 4                 | 15,311,854 |
| Step Back | Digital Chart   | Tháng | 5                 | 56,555,341 |
| Step Back | Streaming Chart | Tuần  | 4                 |            |
| Step Back | Streaming Chart | Tháng | 5                 |            |
| Step Back | Download Chart  | Tuần  | 4                 |            |
| Step Back | Download Chart  | Tháng | 6                 |            |

#### Bảng xếp hạng Billboard Kpop Hot 100
- Thứ hạng cao nhất: 6

## Giải thưởng

### Chương trình âm nhạc

#### M Countdown
| Năm  | Ngày      | Bài hát     |
| ---- | --------- | ----------- |
| 2022 | 3 tháng 2 | "Step Back" |

#### Inkigayo
| Năm  | Ngày       | Bài hát     | Điểm |
| ---- | ---------- | ----------- | ---- |
| 2022 | 30 tháng 1 | "Step Back" | 5612 |
| 2022 | 20 tháng 2 | "Step Back" | 7224 |

## Buổi hòa nhạc

### Tham gia
- SMTOWN Live 2022: SMCU KWANGYA Express
- SMTOWN Live 2023: SMCU Palace